# Tommy Mollet
Tommy Mollet (Tilburg, 29 maart 1979) is een Nederlands taekwondoka. Hij vertegenwoordigde Nederland bij verschillende internationale toernooien.

## Biografie
Mollet is lid van Tilburg Noord Taekwondo (TNT) dat deel uitmaakt van sportschool B-Sportief in Tilburg. In 2012 nam hij deel aan de Olympische Zomerspelen in Londen, in de klasse tot 80 kg. Na winst in de eerste ronde werd Mollet in de kwartfinale uitgeschakeld. Bij de Olympische Zomerspelen van Beijing 2008 was hij reserve in de klasse tot 68 kg.
Tommy is de broer van Dennis Mollet met wie hij jarenlang samen in het nationaal team speelde en is de tweede olympische deelnemer van zijn club. In het jaar 2000 nam clubgenoot Virginia Lourens deel aan de Zomerspelen in Sydney waar zij een vierde plaats behaalde.
Mollet was circa 20 jaar lid van de nationale selectie sparring (1994 - 2013). Na zijn wedstrijd-carrière werd Mollet hoofdtrainer bij zijn club TNT. Van 2016 tot 2018 was hij bovendien assistent-bondscoach bij de Taekwondo Bond Nederland. Sinds 2019 is hij assistent-trainer bij de regionale selectie van RTC (Regionaal Topsportcentrum) Eindhoven. Tijdens de Olympische Zomerspelen van 2016 was hij gastcommentator bij de televisie-uitzending van de NOS.

## Palmares

### Olympische Spelen
- 2012: kwartfinale, Londen (Verenigd Koninkrijk)

### EKT (Europees Kwalificatietoernooi OS)
- 2012:  Kazan (Rusland)

### WK
- 2007:  Peking (China)

### EK
- 2002:  Samsun (Turkije)
- 2004:  Lillehammer (Noorwegen)
- 2005:  Riga (Letland)
- 2006:  Bonn (Duitsland)
- 2008:  Rome (Italië)
- 2012:  Manchester (Verenigd Koninkrijk)

### EK Junioren
- 1997:  Patras (Griekenland)

### Wereldbeker
- 2001:  Hochiminh City (Vietnam)

### WK Studenten
- 1998:  Mazatlán (Mexico)

### US Open
- 2002:  Orlando
- 2003:  Las Vegas
- 2006:  Dallas

### Sportman van het jaar (gemeente Tilburg)
- 1997, 2005, 2007, 2012

### CTO Papendal sporter van het jaar
- 2012